# NGC 5898
NGC 5898 (другие обозначения — ESO 514-2, MCG -4-36-6, UGCA 404, AM 1515-235, PGC 54625) — эллиптическая галактика (E0) в созвездии Весы.
Этот объект входит в число перечисленных в оригинальной редакции «Нового общего каталога».